# Girolamo Recanati Capodiferro
Girolamo Recanati Capodiferro (Roma, 22 de junio de 1487 - ibid, 1 de diciembre de 1559) fue un eclesiástico y diplomático italiano.

## Biografía
Hijo de Alfonso de Recanati, que fue abogado consistorial y conclavista del cardenal Oliviero Carafa en el cónclave de 1503, y de Bernardina Capodiferro.  Su hermana Antonina fue esposa de Fabio Mignanelli.
Entró muy joven al servicio del cardenal Alessandro Farnese, y cuando en 1534 éste ascendió a papa, su carrera eclesiástica gozó de un fuerte impulso: Girolamo fue nombrado gobernador de Fano y poco después protonotario apostólico; entre 1537-39 se desempeñó como nuncio en Portugal con el objetivo de discutir la imposición de los diezmos y de poner freno a los abusos de la recientemente instituida inquisición contra los judíos, que estaban obligados a convertirse al cristianismo.
A su regreso a Roma, en diciembre de 1539 fue nombrado tesorero general de la Cámara Apostólica, cargo que en febrero de 1541 cedió a Giovanni Poggio para ponerse al frente de la Dataría apostólica.  
Ese mismo año fue enviado a Francia como nuncio ante la corte del rey Francisco I; la tregua de Niza de 1538 había puesto un paréntesis en las guerras italianas, pero el asesinato de los embajadores franceses Antonio Rincón y Cesare Fregoso, presuntamente por obra de los agentes imperiales del marqués del Vasto, y la detención en Francia del arzobispo de Valencia Jorge de Austria desembocaron en el estallido de una nueva guerra, y Girolamo intentó mediar para conseguir la paz entre Francia y el Imperio.  
Durante su estancia en aquél país fue nombrado obispo de Niza en 1542 y de Saint-Jean-de-Maurienne en 1544 antes de volver a Roma ese mismo año.
Fue creado cardenal en el consistorio de diciembre de 1544; recibió el título de los San Giorgio in Velabro.  
Ejerció como legado en Romagna desde 1545, aunque se halló ausente de su legación cuando fue enviado a la corte  de Enrique II de Francia en 1547 con el fin de conseguir del rey francés la asistencia de sus prelados al concilio de Trento, que había sido trasladado a Bolonia en medio de un clima de tensión con el emperador Carlos V, y cuando intervino en el escándalo ocasionado por el asesinato de Pier Luigi Farnese y la ocupación del ducado de Parma y Piacenza por Ferrante Gonzaga.
Se halló presente en el cónclave de 1549-50 en que fue elegido papa Julio III, bajo cuyo pontificado llevó a cabo varias misiones diplomáticas en Francia, en el de abril de 1555 en que fue elegido Marcelo II y en el de mayo del mismo año en que lo fue Paulo IV.  Durante el papado de este último, cuya severidad no concordaba con la vida licenciosa de Capodiferro, fue destituido de su legación en Romagna y se alejó de Roma para establecerse en Padua.
Fallecido en Roma durante la celebración del cónclave de 1559, fue sepultado inicialmente en la iglesia de Santa Maria della Febbre, desde donde sus restos fueron posteriormente trasladados a la de Santa Maria della Pace.